# Teatro Titano
O Teatro Titano é o maior teatro da República de San Marino, foi restaurado pelo Partido Fascista San-Marinense, com grande parte do dinheiro da Itália fascista. O trabalho de reconstrução começou em 1936 sob a direção de Gino Zani e foi solenemente inaugurado na presença do Capitão-regente a 3 de Setembro de 1941 É composto por duas fileiras de caixas em torno da audiência. No centro da primeira fila é o Palco Mann, que serve para acomodar o Capitães Regente. No andar de cima é o Loggione. O palco é decorado com figuras em relevo que contam a história do país desde as suas origens. A cúpula do salão é decorado com os brasões de armas dos castelos de San Marino.